# Аурикулярія голотурії

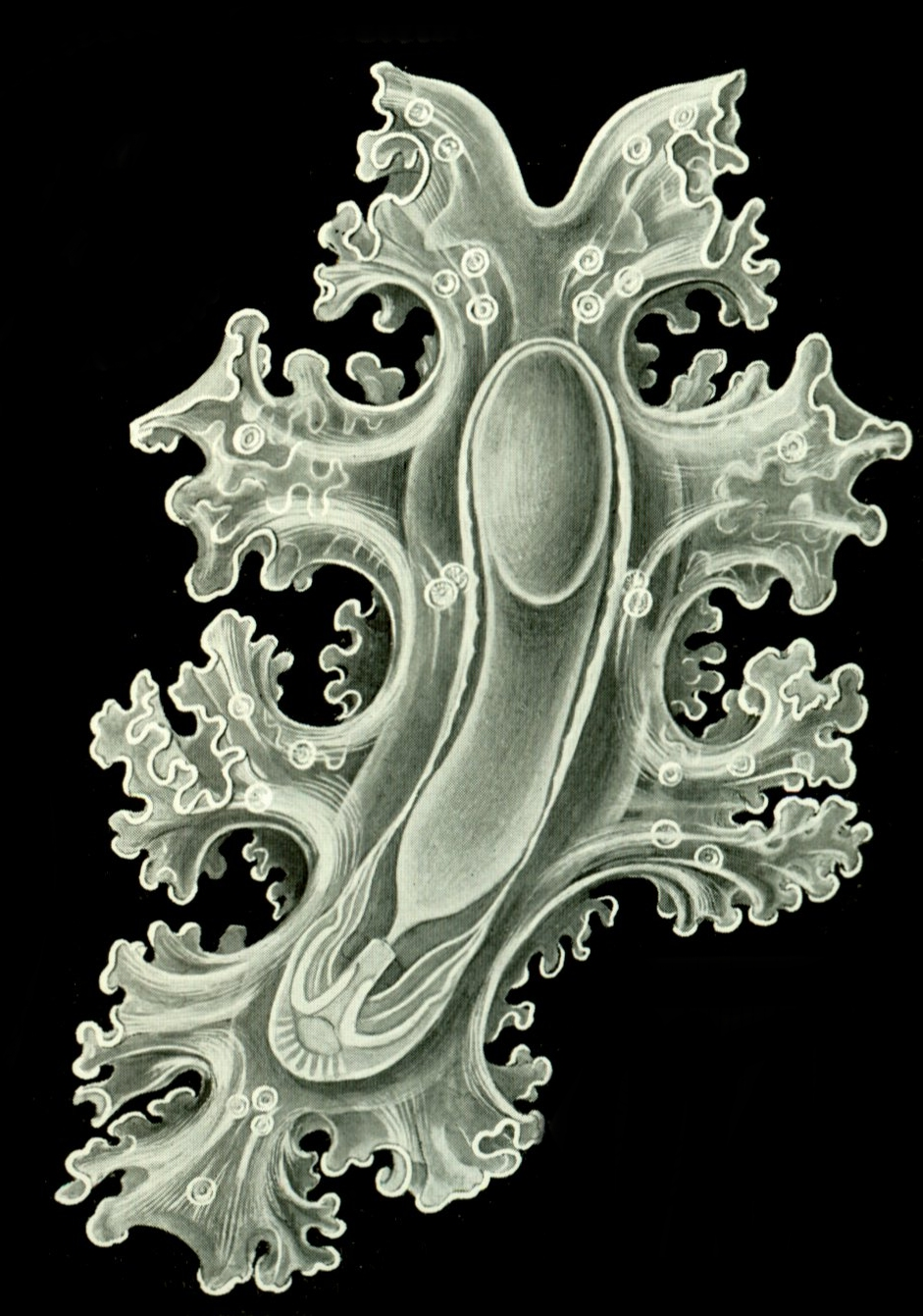
Аурикулярія, Ернст Геккель

Аурикулярія — це личинка морських тварин голотурій, яка суттєво відрізняється від дорослих форм. Її тіло має овальну форму, і рот знаходиться на черевному боці в війках, оточених численними виступами. Аурикулярія живе в глибинах вод.